# Chaerocina ellisoni
Chaerocina ellisoni là một loài bướm đêm thuộc họ Sphingidae. Nó được tìm thấy ở highlands của Ethiopia.
Chiều dài cánh trước khoảng 34 mm.